# Tučín
Tučín (deutsch Tutschin, früher Tuczin) ist eine Gemeinde in Tschechien. Sie liegt fünf Kilometer östlich von Přerov und gehört zum Okres Přerov.

## Geographie
Tučín befindet sich in dem zur Podbeskydská pahorkatina (Vorbeskidenhügelland) gehörigen Höhenzug Záhoří am Fuße der Tučíner Travertinkuppe in einem vom Bach Tučínský potok gebildeten Grund. Nordöstlich erheben sich die Plazy (Blaseberg, 315 m), im Süden die Nivky (265 m) und südwestlich der Tmeň (260 m).
Nachbarorte sind Grymov, Radslavice und Sušice im Norden, Pavlovice u Přerova und  Šišma im Nordosten, Hradčany im Osten, Podolí und Čechy im Südosten, Želatovice im Süden, Přerov im Westen sowie Kozlovice im Nordwesten.

## Geschichte
Es wird angenommen, dass die Travertinkuppe und die umliegenden Mineralquellen bereits in der Altsteinzeit von Menschen aufgesucht worden ist. Diese These stützt sich darauf, dass die nahegelegene Travertinkuppe, auf der sich heute der Přerover Horní náměstí (Oberer Ring) befindet, im Jungpaläolithikum besiedelt war und die Tučíner Kuppe ähnliche Bedingungen bot. Jedoch konnte bisher lediglich ein einziges altsteinzeitliches Flintsteinwerkzeug aufgefunden werden. Weitere Bodenfunde sind ein Jadeitbeil aus der Jungsteinzeit sowie ein spätbronzezeitliches Brandgräberfeld der Lausitzer Kultur.
Die erste urkundliche Erwähnung des Ortes erfolgte 1351 in der Olmützer Landtafel, als Tobiáš und Beneš von Štrálek ihre vier Huben Land in Tuczin an die Brüder Jan und Drslav von Krawarn verkauften. Vok von Krawarn tauschte 1371 das Dorf Pavlovice, die vier Huben in Tučín und weiteren Besitz in Prusínky bei Ješek Hromada von Horka gegen die Güter Paršovice, Valčovice und Rakov ein. Tučín war immer zwischen unterschiedlichen Grundherren aufgeteilt. Zu ihnen gehörten ab dem 14. Jahrhundert die Herren von Náklo. Čeněk von Náklo, der den Hof Tučín 1381 kaufte, verwendete ab 1389 das Prädikat von Tučín. Seine Nachfahren hielten ihren Anteil über ein Jahrhundert. Im 15. Jahrhundert verkaufte Viktorín Bavor von Holovice seine Hälfte von Tučín für 100 Schock Groschen unter Zeugenschaft König Georg von Podiebrads an Wilhelm  von Pernstein. 1512 wurde das Dorf als Tuczinie bezeichnet. Die Brüder Jaroslav und Vratislav von Pernstein veräußerten 1554 mit der Herrschaft Helfenstein-Leipnik auch ihren Anteil von Tučín an Půta von Ludanitz. Zu Beginn des 17. Jahrhunderts war Tučín dreigeteilt; neben den Anteilen der Herrschaften Domaželice und Želatovice bestand noch ein Freihof. 1636 gehörten zum Nachlass Karls des Älteren von Zerotein auch acht Untertanen in Tučín. Im Jahre 1670 besaß Karel Vojtěch Světlík von Ghes einen Anteil mit einem Untertanen. 1743 entstand eine Windmühle. 1795 kaufte Anton Alexander von Magnis zusammen mit der Herrschaft Želatovice auf den dazugehörigen Anteil an Tučín.
Nach der Aufhebung der Patrimonialherrschaften bildete Tučín/Tutschin ab 1850 eine Gemeinde in der Bezirkshauptmannschaft Kremsier. Zu dieser Zeit hatte das Dorf 375 Einwohner. 1853 vernichtete ein Großfeuer das halbe Dorf. Bei der Choleraepidemie von 1866 starben 28 Einwohner. Seit 1880 gehört Tučín zum Bezirk Prerau. Im Jahre 1900 lebten in den 83 Häusern des Dorfes 510 Personen. Die Windmühle wurde 1910 durch eine Windhose zerstört. 1913 wurde Tučín an das Elektrizitätsnetz angeschlossen. Anton Franz von Magnis verkaufte 1917 seine Güter Přerov und Želatovice einschließlich Tučín an die Mährische Agrarbank. Beim Ausheben eines Brunnens wurde 1935 eine Kohlenlagerstätte entdeckt; Untersuchungen ergaben, dass es sich lediglich um ein schwaches, nicht abbauwürdiges Pechkohlenlager handelt. 1940 entstand an der Travertinkuppe ein Freibad, das mit 21 °C warmen Mineralwasser aus dem Travertinbruch gespeist wird. Im Jahre 1950 bestand der Ort aus 102 Häusern und hatte 497 Einwohner. Tučín wurde 1976 nach Želatovice eingemeindet. Der Travertinabbau wurde in den 1980er Jahren eingestellt. Nach der Samtenen Revolution bildete Tučín 1990 wieder eine eigene Gemeinde. Im Jahre 2000 lebten 424 Menschen in Tučín. Die Gemeinde beteiligte sich mit Erfolg am Wettbewerb „Dorf des Jahres“; 2007 wurde Tučín dabei für das Gemeinschaftsleben mit dem Blauen Band, 2008 für den besten Blumenschmuck im Olomoucký kraj mit dem Fulín-Preis (Fulínova cena) und 2009 als Sieger im Olomoucký kraj mit dem Goldenen Band ausgezeichnet. Im Jahre 2010 wurde Tučín ein Europäischer Dorferneuerungspreis für eine ganzheitliche, nachhaltige und mottogerechte Dorfentwicklung von herausragender Qualität zuerkannt. Ethnographisch gehört das Dorf zur Hanna.

## Wappen
Tučín führt ein Wappen und Banner. Die weiße Spitze symbolisiert die Travertinlagerstätte, die Farben Grün und Schwarz stehen für die Landwirtschaft. Die Hacke und die Rose sind den Wappen der Geschlechter, die das Prädikat von Tučín verwendeten, entnommen. Die gekreuzten Morgensterne sind das Symbol des Vladikengeschlechts von Dobrčice, Říkovice, Přestavlky und Tučín. Die Pflugschar ist bereits in der ältesten Petschaft des Dorfes zu sehen.

## Gemeindegliederung
Für die Gemeinde Tučín sind keine Ortsteile ausgewiesen.

## Sehenswürdigkeiten
- Kapelle der hl. Anna mit Glockenturm auf dem Dorfanger, der 1732 errichtete Glockenturm wurde 1922 instand gesetzt und zur Kapelle erweitert
- Kapelle der hl. Anna am oberen Ortsende, sie entstand 1833 und wurde 1936 rekonstruiert
- Statue des hl. Isidor, gestiftet 1749 von Emerencia Freiin Minkwitz von Minkwitzburg. Sie wurde im Jahre 2000 restauriert
- Statue des hl. Johannes von Nepomuk, gestiftet 1791 vom Bauern Václav Konupka
- Statue der Jungfrau Maria mit dem Jesuskind, geschaffen 1890
- Heiliges Kreuz an der Straße nach Pavlovice, gestiftet 1791 vom Bauern Václav Konupka. An dem Kreuz verabschiedeten früher die Tučíner ihre Verstorbenen auf dem Weg zum Pavlovicer Friedhof
- Denkmal für die Opfer des Ersten Weltkrieges, errichtet 1922
- Gedenkstein für den Straßenbau, am unteren Ortsende, errichtet 1938
- Janáček-Linde (Janáčkova lípa), die über 200-jährige Winterlinde mit einer Höhe von 14 m und einem Stammumfang von 4 m ist als Baumdenkmal geschützt.
- Travertinbruch auf der Kuppe nordwestlich über dem Dorf

## Söhne und Töchter der Gemeinde
- Tomáš Šilinger (1866–1913), Augustinereremit, Mitglied des mährischen Landtages und des Reichsrates
- František Jemelka (1880–1954), Prälat und infulierter Dekan am Olmützer Domkapitel
- Alois Jemelka (1883–1945), Mathematiker und Physiker, Professor
- Josef Dostál (1891–1945), Brigadegeneral
- Antonín Jemelka (1896–1972), Maler und Zeichner, katholischer Geistlicher, Mäzen